# Ali Mahjoubi
Pour les articles homonymes, voir Mahjoubi.
Ali Mahjoubi (arabe : علي المحجوبي), né en 1939 à Jebiniana, est un historien et universitaire tunisien spécialiste de l'époque contemporaine.

## Biographie
Professeur émérite de l'université de Tunis et doyen de la faculté des sciences humaines et sociales de Tunis entre 1993 et 1996, il encadre pendant de longues années les travaux de la deuxième génération d'historiens tunisiens.
Chercheur à l'Institut supérieur d'histoire du mouvement national, il est membre des différents jurys nationaux de recrutement pour les différents niveaux de l'enseignement supérieur et de plusieurs comités éditoriaux de revues académiques.
Membre de la Haute instance pour la réalisation des objectifs de la révolution, de la réforme politique et de la transition démocratique, il est professeur invité dans plusieurs universités arabes et européennes et membre de plusieurs sociétés savantes.
Ses travaux traitent l'histoire de la Tunisie contemporaine, du monde arabe et de la décolonisation dans les pays du Maghreb. 

## Principales publications
- L'établissement du protectorat français en Tunisie, éd. Faculté des sciences humaines et sociales de Tunis, Tunis, 1977[4]
- Les origines du mouvement national en Tunisie (1904-1934), éd. Faculté des sciences humaines et sociales de Tunis, Tunis, 1982
- Quand le soleil s'est levé à l'Ouest. Tunisie 1881 : impérialisme et résistance (avec Hachemi Karoui), éd. Cérès, Tunis, 1983
- (ar) Le mouvement national tunisien entre les deux grandes guerres (الحركة الوطنية التونسية بين الحربين), éd. Université de Tunis, Tunis, 1986
- (ar) L'installation du protectorat français en Tunisie (إنتصاب الحماية الفرنسية بتونس), éd. Cérès, Tunis, 1986
- (ar) Les racines de la colonisation sioniste de la Palestine (جذور الإستعمار الصهيوني بفلسطين), éd. Cérès, Tunis, 1990
- (ar) La modernisation de l’État au XIXe siècle : le cas de l’Égypte, de la Tunisie et du Japon (النهضة الحديثة في القرن التاسع عشر : لماذا فشلت بمصر و تونس و نجحت باليابان ؟), éd. Cérès/Centre de publication universitaire, Tunis, 1999
- (ar) Mouvements de modernisation en Tunisie et au Japon durant le XIXe siècle (النهضة و تفاعالتها في العالم العربي و اليابان منذ القرن التاسع عشر), éd. Beït El Hikma, Carthage, 2002
- (ar) Le monde arabe moderne et contemporain (العالم العربي الحديث و المعاصر: تخلف فاستعمار فمقاومة), éd. Med Ali, Tunis, 2010
- (ar) Le mouvement syndical tunisien entre la lutte sociale et le combat politique (الحركة النقابية التونسية بين النضال الاجتماعي و النضال السياسي), éd. Adrare, Tunis, 2015[5]